# Stefano Sensi
Stefano Sensi (ur. 5 sierpnia 1995 w Urbino) – włoski piłkarz, występujący na pozycji pomocnika we włoskim klubie AC Monza, do którego jest wypożyczony z Interu Mediolan oraz w reprezentacji Włoch.

## Kariera klubowa
Sensi jako junior występował w takich klubach jak Urbania czy Rimini. W 2010 roku trafił do młodzieżowych drużyn Ceseny. W 2013 roku udał się na dwuletnie wypożyczenie do San Marino, występującego wówczas w Serie C. W dwa sezony zaliczył w tym klubie 59 występów, w których strzelił 9 bramek. Po zakończeniu sezonu 2014/2015, Sensi powrócił do Ceseny i wywalczył miejsce w podstawowym składzie. Jego pierwszym występem na poziomie Serie B był mecz przeciwko Brescii. Cesena wygrała ten mecz 2:0, a Sensi rozegrał całe spotkanie. 13 stycznia 2016 roku został wykupiony za ponad 5 milionów euro przez US Sassuolo, jednak pozostał jeszcze w Cesenie na wypożyczeniu do końca sezonu.
W nowym klubie zadebiutował 4 sierpnia 2016 roku w meczu 3. rundy kwalifikacyjnej do Ligi Europy UEFA w wygranym 3:0 spotkaniu ze szwajcarskim FC Luzern. Wszedł na boisko na ostatnie kilkanaście minut. Debiut w Serie A zanotował 21 sierpnia 2016 roku w meczu 1. kolejki przeciwko Palermo. Sassuolo wygrało ten mecz 1:0, a Sensi zagrał całe spotkanie. Pierwszego gola w barwach Neroverdich zdobył 16 października tego samego roku w wygranym 2:1 spotkaniu z Crotone.
2 lipca 2019 Inter Mediolan ogłosił pozyskanie Sensiego na zasadzie wypożyczenia, z opcją wykupu na stałe po zakończeniu sezonu. Debiut w nowych barwach nastąpił 26 sierpnia podczas meczu ligowego z US Lecce.
31 sierpnia 2020 roku Inter ogłosił, że skorzystał z klauzuli wykupu zawodnika i podpisał z nim czteroletnią umowę.

## Kariera reprezentacyjna
Debiut w reprezentacji Włoch zanotował 20 listopada 2018 roku w wygranym 1:0 towarzyskim meczu z reprezentacją Stanów Zjednoczonych. Sensi rozegrał całe spotkanie.
Pierwszą bramkę w kadrze zdobył w spotkaniu eliminacji do Mistrzostw Europy przeciwko Liechtensteinowi, wygranym przez Włochów 6:0.

## Statystyki kariery

### Klub
Stan na 13 lutego 2019 r.
| Klub                | Sezon               | Liga                | Liga  | Liga | Puchar kraju | Puchar kraju | Kontynent. | Kontynent. | Inne  | Inne | Suma  | Suma |
| Klub                | Sezon               | Liga                | Mecze | Gole | Mecze        | Gole         | Mecze      | Gole       | Mecze | Gole | Mecze | Gole |
| ------------------- | ------------------- | ------------------- | ----- | ---- | ------------ | ------------ | ---------- | ---------- | ----- | ---- | ----- | ---- |
| San Marino          | 2013/14             | Serie C             | 26    | 1    | 0            | 0            | —          | —          | 26    | 1    |       |      |
| San Marino          | 2014/15             | Serie C             | 33    | 8    | 1            | 1            | —          | —          | 34    | 9    |       |      |
| San Marino          | Łącznie:            | Łącznie:            | 59    | 9    | 1            | 1            | 0          | 0          | 0     | 0    | 60    | 10   |
| Cesena              | 2015/16             | Serie B             | 32    | 4    | 1            | 0            | —          | —          | —     | 33   | 4     |      |
| Sassuolo            | 2016/17             | Serie A             | 16    | 2    | 1            | 0            | 2          | 0          | —     | 19   | 2     |      |
| Sassuolo            | 2017/18             | Serie A             | 17    | 2    | 2            | 0            | —          | —          | 19    | 2    |       |      |
| Sassuolo            | 2018/19             | Serie A             | 17    | 1    | 2            | 0            | —          | —          | 19    | 1    |       |      |
| Sassuolo            | Łącznie:            | Łącznie:            | 50    | 5    | 5            | 0            | 2          | 0          | 0     | 0    | 57    | 5    |
| Łącznie w karierze: | Łącznie w karierze: | Łącznie w karierze: | 141   | 18   | 7            | 1            | 2          | 0          | 0     | 0    | 150   | 15   |